# World Class
World Class är en börsnoterat företag med säte i Sverige som driver en gymkedja.
World Class grundades 1983  av bland andra Ulf Bengtsson och Roger Zapfe och driver sin verksamhet som en franchiserörelse, där alla träningsanläggningar drivs privat. World Class har idag 20 träningsanläggningar i Sverige. De finns i Stockholm, Göteborg, Gävle, Linköping och Norrköping. World Class finns även i Östeuropa och Mellanöstern.